# Брана Цветковић
Брана Цветковић (Књажевац, 20. новембар 1874 — Београд, 20. новембар 1942) био је српски глумац, редитељ, управник позоришта, сценограф, карикатуриста, илустратор, преводилац, дечји песник, приповедач и водећи српски сатиричар у првој деценији 20. века. Оснивач је позоришта „Орфеум“.

## Биографија
Брана Цветковић је рођен 20. новембра 1874. године у Књажевцу у породици Ђорђа Цветковића, судског чиновника. Иако се наводи да је рођен у Књажевцу у неким изворима, као место рођења Бранислава Бране Цветковића спомиње се Краљево село, данас Минићево код Књажевца.
У Београду завршава гимназију. Након тога, као државни питомац на Академији уметности у Минхену студирао је сликарство, сценографију и глуму. Већ за време студија показао је изразити таленат за сценографију, карикатуру, хумористичку прозу и глуму. Каријеру започиње у Народном позоришту као сценограф. Одлучио је да се окуша и у глуми кроз путујуће трупе Ђуре Протића, Николе Бате Симића и других познатих глумаца. Свој „Орфеум“ основао је 1899. године, који је деловао у Београду у салама Пашиног Булевара и Коларцу, са прекидима од 1929. године. У послу му је помагала супруга Каја Цветковић, глумица. Кроз његов "Орфеум" продефиловали су многи глумци: Петар Ланер, Олга Илић, Коста Илић, Коста Делини, Димитрије Гинић, Зорка Гинић и многи други. Његов венчани кум био је Бранислав Нушић, књижевник и комедиограф.
За време Првог светског рата био је инспектор војничких позоришта, а затим је извесно време обављао дужности управника позоришта у Скопљу и Новом Саду. Покретач је часописа „Глума“, а уређивао је сатиричне часописе „Сатир”, „Ђаво“, „Церекало“, „Сатирац“, „Виц“. Хумореске је објављивао у свим водећим листовима тог доба и био је водећи српски сатиричар у првој деценији 20. века.
Написао је десетине орфеумсих програма и у њима бравурозно учествовао и тиме постао зачетник једног новог жанра у српском глумишту. Након све жешћих насртаја цензуре и забрана надолазеће диктатуре 1929. године, Брана прекида рад „Орфеума" и повлачи се у миран живот у својој кући у Хиландарској бр. 34 и посвећује се стваралаштву и превођењу.
Сарађивао је са низом београдских листова, а неупоредиво највише на дечјој страни „Политике“, објављујући песме и приче које је сам илустровао. Сматра се да је уз чика Јову Змаја, Брана Цветковић деценијама био "највреднији и најдостојнији хвале дечји писац".
Овај чувени „смејач и засмејач“, како га је називао Винавер, умро је за време окупације 20. новембра 1942. године, у 68. години. У Београду је, неколико месеци по смрти добио улицу, која је после ослобођења преименована. Његово име данас носи једна мања улица у насељу Жарково.

## Дела
- Бранине приче, I и II, 1907;
- Истра, сцена са нашег приморја, 1920;
- Тамо далеко, 1925;
- Брана за децу у слици и речи, 1934;
- Врло ретке приповетке, 1951;
- Зунзарина палача, 1957;